# Igor Alexandrowitsch Rudakow
Igor Alexandrowitsch Rudakow (russisch Игорь Александрович Рудаков; * 8. Oktober 1934 in Leningrad, Russische SFSR, Sowjetunion) ist ein ehemaliger sowjetischer Ruderer. Der Steuermann nahm an vier olympischen Regatten teil; er gewann dabei eine Medaille und belegte dreimal den vierten Platz.

## Sportliche Karriere
Der für Trud Leningrad antretende Rudakow war in der gleichen Zeit aktiv wie sein Vereinsgenosse Juri Lorenzson. Meist war Lorenzson Steuermann des sowjetischen Achters, während Rudakow überwiegend den Zweier oder Vierer steuerte.
Bei seiner olympischen Premiere 1960 war Rudakow sowohl im Zweier als auch im Vierer am Start. Anderthalb Stunden nachdem Rudakow mit dem Vierer den vierten Platz belegt hatte, gewann er zusammen mit Antanas Bagdonavičius und Zigmas Jukna die Silbermedaille im Zweier hinter dem deutschen Boot. Auch bei den Europameisterschaften 1961 gewann Rudakow die Silbermedaille, diesmal im Vierer. Bei den ersten Ruder-Weltmeisterschaften, die 1962 in Luzern ausgetragen wurden, steuerte Rudakow sowohl den Zweier als auch den Vierer zur Bronzemedaille. Bei den Europameisterschaften 1963 folgte die Bronzemedaille im Vierer, im Jahr darauf gewann er zusammen mit Leonid Rakowtschik und Nikolai Safronow die Silbermedaille im Zweier. Bei der Olympischen Regatta 1964 belegte der Zweier den vierten Platz hinter den Booten aus den USA, aus Frankreich und aus den Niederlanden. Bei den Europameisterschaften 1965 gewannen Rakowtschik, Safronow und Rudakow den Titel.
In den nächsten Jahren blieb Rudakow ohne internationale Medaille, bei den Olympischen Spielen 1968 verpasste er mit dem Zweier das Finale und trat zum B-Finale nicht an. Bei den Europameisterschaften 1969 trat Rudakow mit dem sowjetischen Achter an und gewann die Bronzemedaille. Zwei Jahre später erhielt Rudakow die Bronzemedaille mit dem Vierer bei den Europameisterschaften 1971. Nach einem vierten Platz im Vierer bei den Olympischen Spielen in München, gewann er in den 1970er Jahren noch zwei Weltmeisterschaftsmedaillen: 1974 erhielt er Silber mit dem Vierer, 1975 Silber mit dem Achter.